# Leonid Gubanow
Leonid Gieorgijewicz Gubanow (ros. Леонид Георгиевич Губанов; ur. 20 lipca 1946 w Moskwie, Rosyjska Federacyjna SRR – zm. 8 września 1983 tamże) – rosyjski poeta i dysydent, twórca nieoficjalnej grupy literackiej „SMOG”. Za życia jego utwory poza samizdatem były praktycznie nieznane szerszej publiczności.

## Wybrana twórczość
Zbiory wierszy
- 1994 – Angieł w sniegu (ros. Ангел в снегу)
- 2003 – Ja sosłan k Muzie na galery... (ros. «Я сослан к Музе на галеры…»)
- 2006 – Sieryj koń (ros. Серый конь)
- 2012 – „I prigłasił słowa na pir...” (ros. «И пригласил слова на пир...»)